# 2 мая
2 мая — 122-й день года (123-й в високосные годы) по григорианскому календарю.
До конца года остаётся 243 дня.
До 15 октября 1582 года — 2 мая по юлианскому календарю, с 15 октября 1582 года — 2 мая по григорианскому календарю.
В XX и XXI веках соответствует 19 апреля по юлианскому календарю.

## Праздники и памятные дни
См. также: Категория:Праздники 2 мая

### Международные
- ООН  — Всемирный день тунца[2].

### Национальные
- Иран — День учителя.
- Польша — День Флага Польской Республики.

### Религиозные

#### Православие[3][4]
- Память преподобного Иоанна Ветхопещерника, иеромонаха (VIII в.);
- память блаженной Матроны Московской (1952);
- память мучеников Феоны, Христофора, Антонина (303);
- память священномученика Пафнутия, епископа Иерусалимского;
- память святителя Георгия Исповедника, епископа Антиохийского (Писидийского) (813—820)[5];
- память святителя Трифона, патриарха Константинопольского (933);
- память преподобного Никифора Катавадского, игумена[6];
- память святителя Виктора (Островидова), исповедника, епископа Глазовского (1934).
- память первых князей страстотерпцев Бориса и Глеба (с 1037 года)[7].

### Именины
- Православные: Антон, Виктор, Георгий (Егорий, Егор, Юрий), Димитрий, Иван, Пафнутий, Семён, Трифон.
- Католические: Анатолий, Афанасий, Зигмунд.

## События

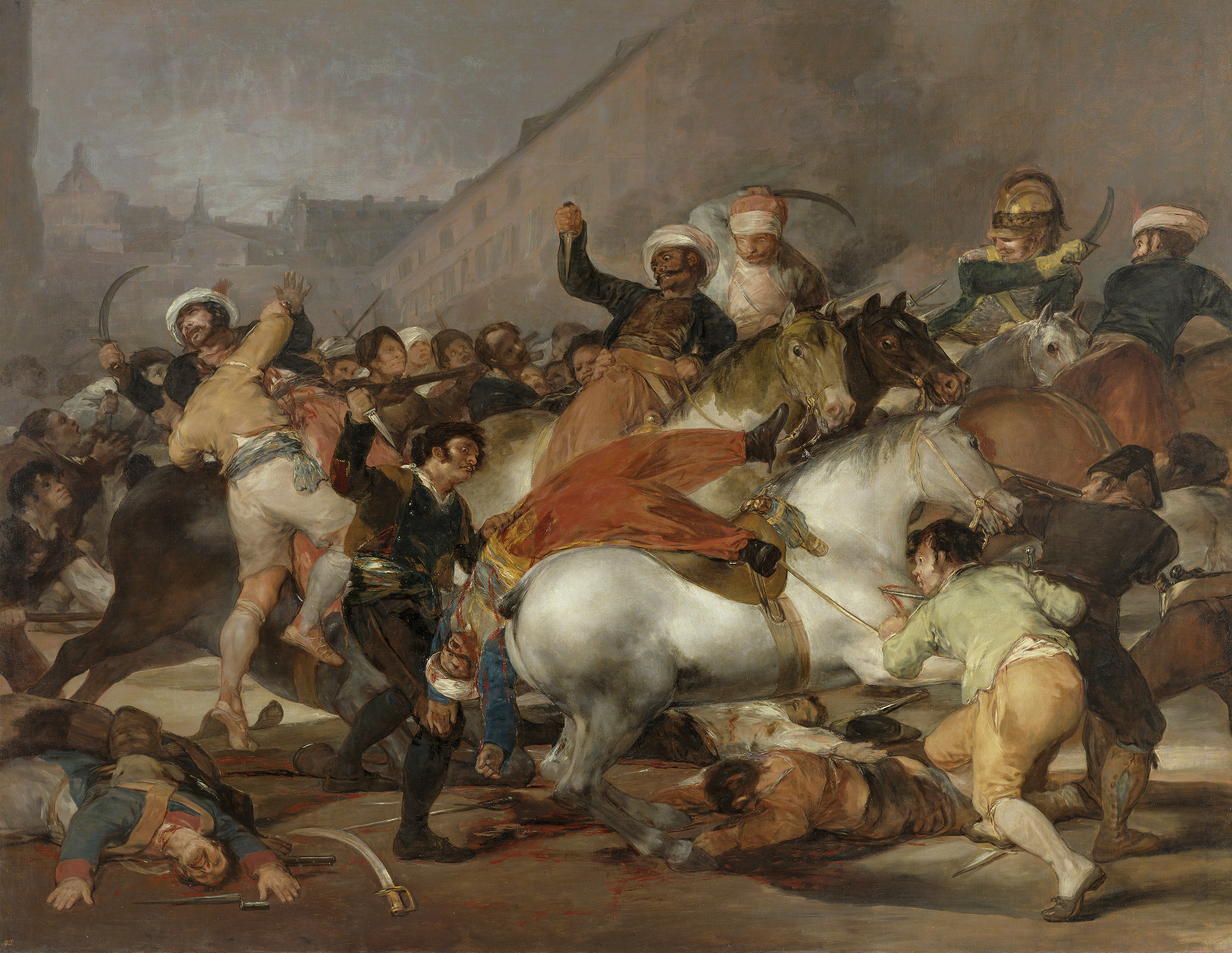
Гойя. 2 мая 1808 года

См. также: Категория:События 2 мая

### До XIX века
- 1312 — Папа Римский Климент V передал имущество Ордена тамплиеров Ордену госпитальеров.
- 1668 — Первый Аахенский мир, заключённый между Францией и Испанией.
- 1670 — Зарегистрирована «Компания Гудзонова залива». Английский король дал ей монопольное право на торговлю в Канаде.
- 1703 — В Москве лютеранский пастор Эрнст Глюк основал первую в России гимназию.

### XIX век
- 1808 — В ходе Войны на Пиренейском полуострове жители Мадрида подняли восстание против французской оккупации (см. иллюстрацию).
- 1813 — Сражение при Лютцене.
- 1848 — Во Львове создана первая галицко-русская политическая организация — Главная русская рада.
- 1857 — Патент на проект самолёта с паровым двигателем, тянущим винтом и трёхколёсным шасси выдан Феликсу дю Тамплю.
- 1863 — Сражение при Чанселорсвилле, день второй; гибель генерала Джексона «Каменная стена».
- 1869 — В Париже на углу улиц Рише и Тревиз открыто кабаре «Фоли-Тревиз», затем названное «Фоли-Бержер» (по другим данным, 1 мая[8]).
- 1879 — Учреждена Испанская социалистическая рабочая партия.
- 1889 — Королевство Италия и Эфиопская империя подписали Уччальский договор.

### XX век
- 1910 — Первый демонстрационный полёт на аэроплане в Москве совершил Сергей Уточкин.
- 1919 — Открылась первая пассажирская авиалиния в США. Авиакомпания «Mercury Air Service» совершала рейсы из Лос-Анджелеса в Сан-Диего и на остров Санта-Каталина на самолёте Junkers-Larsen JL-6.
- 1921 — В Париже открылась первая выставка работ художника Макса Эрнста (Max Ernst).
- 1922 — Поэт Сергей Есенин и танцовщица Айседора Дункан вступили в брак[9].
- 1923 — Первый беспосадочный трансконтинентальный перелёт. Военные пилоты О.Келли (Oakley G. Kelly) и Дж. Макриди (John Macready) выполнили перелёт на самолёте «Fokker T2». Путь из Нью-Йорка в Сан-Диего длиною 4100 километров они проделали за 26 часов 50 минут.
- 1930 — состоялась закладка Горьковского автомобильного завода, который был пущен в строй в первый день 1932 года.
- 1932 — на Ленинградской копировальной фабрике «Союзкино» завершились испытания советской плёнки Шосткинского завода[значимость факта?].
- 1933 — в Германии запрещена деятельность всех профсоюзов. Их руководство арестовано. Их заменит Германский трудовой фронт.
- 1935 — СССР и Франция подписали договор о взаимопомощи.
- 1936 — в Москве на дневном концерте Московской филармонии впервые исполнена симфоническая сказка для детей Сергея Прокофьева «Петя и волк».
- 1941 — начало стратегической военной операции вооружённых сил Великобритании против войск Ирака в ходе Второй мировой войны.
- 1945
  - Командующий обороной Берлина Гельмут Вейдлинг подписал приказ о капитуляции германской столицы.
  - Окончание гражданской войны в Италии.
- 1949 — первый в СССР телерепортаж футбольного матча со стадиона «Динамо»[значимость факта?].
- 1952 — начало новой эры в пассажирской авиации. В первый рейс Лондон—Иоганнесбург отправился реактивный самолёт «Комета» с 36 пассажирами на борту.
- 1955 — парламент Индии принял закон, запрещающий дискриминацию по кастовому признаку.
- 1957 — в Южной Африке отменено исполнение британского гимна в качестве национального гимна. Британский флаг также больше не является флагом Южно-Африканского Союза.
- 1963 — впервые британский хит-парад возглавили The Beatles с песней «From Me to You», которая удержится на вершине семь недель. До конца года квартет музыкантов из Ливерпуля ещё трижды поднимется на первую ступеньку[значимость факта?].
- 1964 — китайскими альпинистами покорена Шишабангма, последний к тому времени непокорённый восьмитысячник[10].
- 1968
  - Первая передача Израильского телевидения.
  - Первый взлёт с воды канадского многоцелевого самолёта-амфибии Канадэр CL-21.
- 1977 — крушение на путевом посту Крыжовка. Погибло от 19 до 22 человек. Крупнейшая железнодорожная катастрофа в Белоруссии (официально).
- 1980
  - С визита в столицу Заира Киншасу началась первая в истории Ватикана поездка Папы Римского Иоанна Павла II по Африке.
  - В ЮАР запрещена песня «Another Brick in the Wall» группы «Pink Floyd». Об этом писали в Союзе все газеты, но стоило Роджеру Уотерсу написать для следующего альбома фразу «Брежнев взял Афганистан», как группа оказалась в чёрных списках и в СССР[значимость факта?][источник не указан 2722 дня].
- 1982 — Фолклендская война: британская атомная подводная лодка топит аргентинский крейсер «Генерал Бельграно». 323 погибших.
- 1984 — советский диссидент физик Андрей Сахаров начал голодовку (до 6 августа) после того, как Советское правительство отказало его жене Елене Боннэр в разрешении на выезд за границу для того, чтобы сделать необходимую операцию.
- 1989 — Венгерские войска приступили к демонтажу 218-километрового забора из колючей проволоки на границе с Австрией.
- 1990 — сборная СССР последний раз стала чемпионом мира по хоккею с шайбой.
- 1991 — Всемирная организация здравоохранения заявила, что в 2000 году в мире будет насчитываться 40 миллионов человек, заражённых вирусом СПИДа[источник не указан 2722 дня].
- 1993 — сборная России впервые стала чемпионом мира по хоккею с шайбой, обыграв в финале Швецию (3:1).
- 1995 — боснийские сербы начали ракетный обстрел Загреба, столицы Хорватии.
- 1997 — Тони Блэр стал премьер-министром Великобритании.

### XXI век
- 2007 — вскрыта могила Яноша Кадара и похищены его останки.
- 2011 — спецслужбы США ликвидировали террориста № 1 Усаму бен Ладена.
- 2014
  - пожар в одесском Доме профсоюзов.
  - оползень в провинции Бадахшан (Афганистан)

## Родились
См. также: Категория:Родившиеся 2 мая

### До XIX века

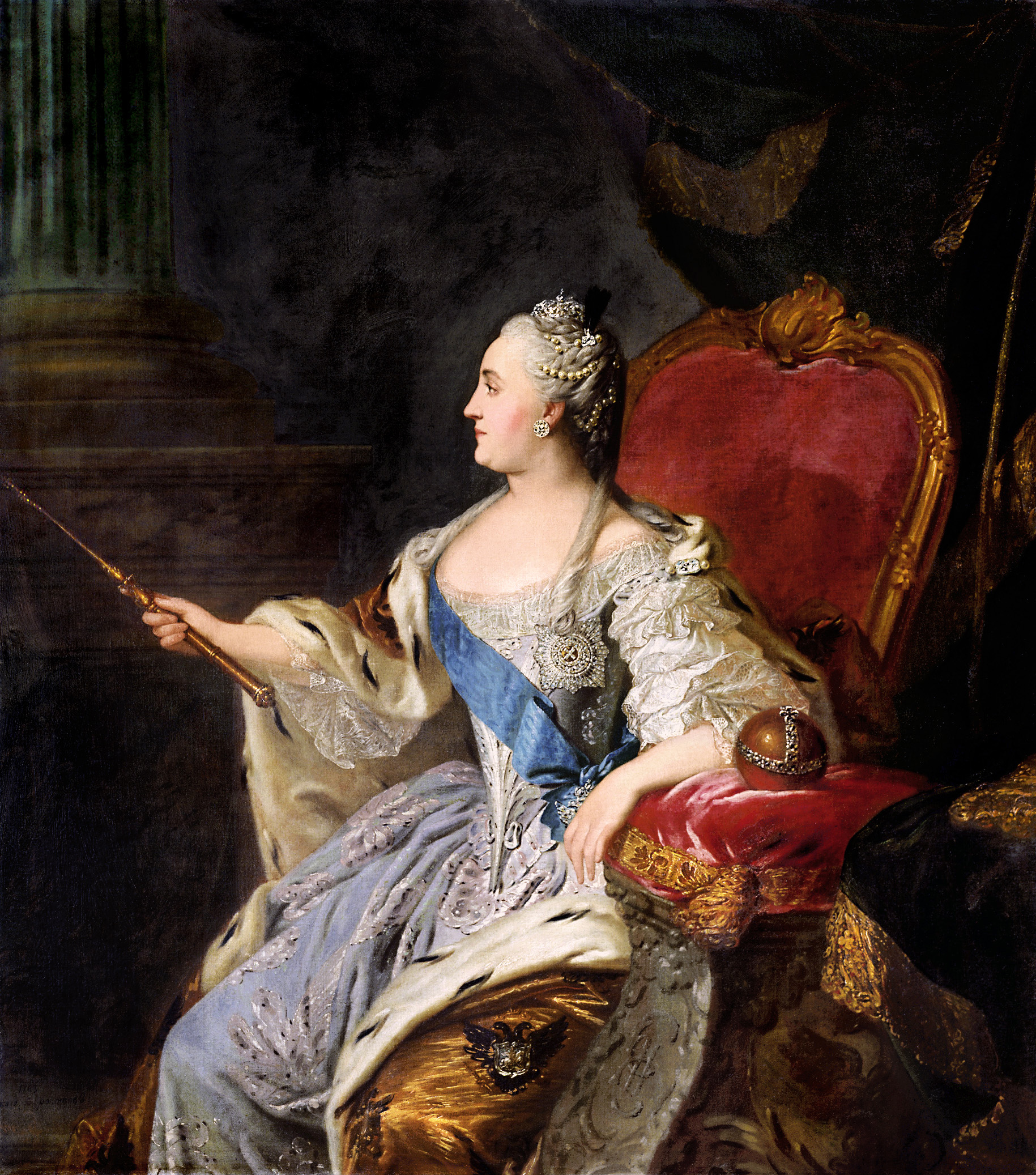
Екатерина II Великая

- 1602 — Атанасиус Кирхер (ум. 1680), немецкий естествоиспытатель, изобретатель, учёный-универсал.
- 1660 — Алессандро Скарлатти (ум. 1725), итальянский композитор эпохи барокко, родоначальник неаполитанской оперной школы.
- 1695 — Джованни Никколо Сервандони (ум. 1766), итальянский архитектор, театральный художник, живописец.
- 1729 — Екатерина II (урожд. София Августа Фредерика Ангальт-Цербстская; ум. 1796), российская императрица (1762—1796).
- 1772 — Новалис (наст. имя Георг Фридрих Филипп фон Харденберг; ум. 1801), немецкий поэт-романтик, философ-эзотерик, барон.

### XIX век
- 1802 — Генрих Густав Магнус (ум. 1870), немецкий физик и химик.
- 1806 — Марк Габриэль Шарль Глейр (ум. 1874), швейцарский художник и педагог.
- 1834 — Вильгельм Маузер (ум. 1882), немецкий конструктор и производитель стрелкового оружия.
- 1837 — Всеволод Костомаров (ум. 1865), русский писатель, поэт-переводчик.
- 1856 — Василий Розанов (ум. 1919), русский религиозный философ, литературный критик и публицист.
- 1859 — Джером Клапка Джером (ум. 1927), английский писатель-юморист, драматург.
- 1860
  - Уильям Мэддок Бейлисс (ум. 1924), английский физиолог.
  - Теодор Герцль (ум. 1904), австрийский еврейский журналист и политик, основатель политического сионизма.
- 1868 — Роберт Вильямс Вуд (ум. 1955), американский физик-оптик, основоположник ультрафиолетовой фотографии.
- 1872 — Итиё Хигути (ум. 1896), японская писательница.
- 1873 — Юргис Балтрушайтис (ум. 1944), русский и литовский поэт-символист и переводчик, дипломат.
- 1884 — Николай Крымов (ум. 1958), художник-пейзажист, народный художник РСФСР.
- 1886 — Готфрид Бенн (ум. 1956), немецкий эссеист, новеллист и поэт.
- 1892 — Манфред фон Рихтгофен (погиб в 1918), немецкий лётчик-истребитель, лучший ас Первой мировой войны.
- 1894 — Георгий Шенгели (ум. 1956), русский советский поэт, переводчик, критик, филолог-стиховед.
- 1895 — Анатолий Железняков (ум. 1919), русский матрос, большевик, участник революции и Гражданской войны.
- 1897 — Виктор Станицын (наст. фамилия Гёзе; ум. 1976), актёр театра и кино, режиссёр театра, педагог, народный артист СССР.

### XX век
- 1902 — Алан Маршалл (ум. 1984), австралийский писатель и публицист.
- 1903
  - Бенджамин Спок (ум. 1998), американский врач-педиатр, автор бестселлера «Ребёнок и уход за ним».
  - Камиль Ярматов (ум. 1978), таджикский киноактёр, кинорежиссёр, сценарист, народный артист СССР.
- 1906 — Тертту Ауликки Раутаваара (ум. 1990), финская певица (сопрано).
- 1909
  - Леонид Луков (ум. 1963), кинорежиссёр и сценарист, народный артист РСФСР.
  - Иван Любезнов (ум. 1988), актёр театра и кино, чтец, народный артист СССР.
- 1911 — Мирзо Турсун-заде (ум. 1977), таджикский советский писатель.
- 1912
  - Куляш Байсеитова (ум. 1957), казахская оперная певица, драматическая актриса, народная артистка СССР.
  - Аксель Шпрингер (ум. 1985), немецкий журналист, основатель одного из крупнейших в Европе издательских концернов.
- 1916 — Гавриил Егиазаров (ум. 1988), кинооператор, режиссёр и сценарист, народный артист РСФСР.
- 1919 — Игнатий Дворецкий (ум. 1987), советский писатель-прозаик, драматург, киносценарист.
- 1921 — Сатьяджит Рай (ум. 1992), индийский кинорежиссёр, сценарист, детский писатель, композитор.
- 1926 — Егор Исаев (ум. 2013), русский советский поэт, переводчик, публицист.
- 1927
  - Алексей Коренев (ум. 1995), советский режиссёр-комедиограф, сценарист, актёр.
  - Виктор Родригес Андраде (ум. 1985), уругвайский футболист, чемпион мира (1950).
- 1929
  - Кола Бельды (наст. имя Николай Бельды; ум. 1993), эстрадный певец, заслуженный артист РСФСР.
  - Тамара Логинова (ум. 1988), актриса театра и кино, заслуженная артистка РСФСР.
- 1935 — Валентин Лавров, советский и российский литературовед, писатель и журналист, академик РАЕН.
- 1936 — Энгельберт Хампердинк (наст. имя Арнольд Джордж Дорси), британский эстрадный певец.
- 1939 — Леонид Каневский, актёр театра, кино и дубляжа, телеведущий, заслуженный артист РСФСР.
- 1941
  - Интс Буранс (ум. 2008), советский и латвийский актёр театра и кино, театральный режиссёр.
  - Жюль Альберт Вейденбос (ум. 2025), суринамский политический и государственный деятель, президент (1996—2000), вице-президент (1991), премьер-министр (1987—1988) Суринама.
- 1942
  - Михаил Жигалов, актёр театра, кино и дубляжа, заслуженный артист РСФСР.
  - Жак Рогге (ум. 2021), президент Международного олимпийского комитета (2001—2013).
- 1946
  - Брюс Робинсон, английский кинорежиссёр, актёр, сценарист и писатель.
  - Дэвид Суше, английский актёр театра и кино, наиболее известный по роли Эркюля Пуаро.
- 1948 — Владимир Маторин, советский и российский оперный певец (бас), профессор, народный артист РФ.
- 1951 
  - Людмила Нарусова, российский политический деятель, сенатор.
  - Джалил Зандий (ум. 2001), иранский летчик-ас, лучший летчик-истребитель Ирано-иракской войны.
- 1953 — Валерий Гергиев, советский и российский дирижёр, художественный руководитель Мариинского театра оперы и балета, народный артист РФ.
- 1958 — Ясуси Акимото, японский музыкальный продюсер, поэт-песенник, писатель и сценарист.
- 1960 — Георге Иванов, государственный и политический деятель Северной Македонии, президент страны (2009—2019).
- 1962 
  - Элизабет Берридж, американская актриса кино и телевидения, певица.
  - Джоди Эпплгейт, американская актриса и кинорежиссёр.
  - Джимми Уайт, английский игрок в снукер.
- 1964 — Мици Капча, американская актриса, журналистка и телеведущая.
- 1970 — Екатерина Щелканова, российская актриса, балерина и певица.
- 1972 — Дуэйн Джонсон, американский рестлер, музыкант, певец, киноактёр.
- 1975
  - Дэвид Бекхэм, английский футболист, полузащитник.
  - Ахмед Хасан, египетский футболист.
- 1977 — Дженна фон Ой, американская актриса и кантри-певица.
- 1980
  - Элли Кемпер, американская комедийная актриса.
  - Брэд Ричардс, канадский профессиональный хоккеист, двукратный обладатель кубка Стенли.
- 1983 — Тина Мазе, словенская горнолыжница, двукратная олимпийская чемпионка (2014), 4-кратная чемпионка мира.
- 1985 — Лили Аллен, британская певица, автор песен, актриса, телеведущая, писательница и модельер.
- 1986 — Амандин Лейно, французская гандболистка, олимпийская чемпионка (2020), чемпионка мира и Европы.
- 1989 — Аллисон Пино, французская гандболистка, олимпийская чемпионка (2020), чемпионка мира и Европы.
- 1990
  - Пол Джордж, американский баскетболист, олимпийский чемпион (2016).
  - Кей Панабэйкер, американская актриса, младшая сестра актрисы Даниэль Панабэйкер.
  - Франческо Фридрих, немецкий бобслеист, 4-кратный олимпийский чемпион, многократный чемпион мира.
- 2000 — Томас Дин, британский пловец, двукратный олимпийский чемпион (2020).

### XXI век
- 2015 — принцесса Шарлотта Уэльская, второй ребёнок принца Уильяма.

## Скончались
См. также: Категория:Умершие 2 мая

### До XX века

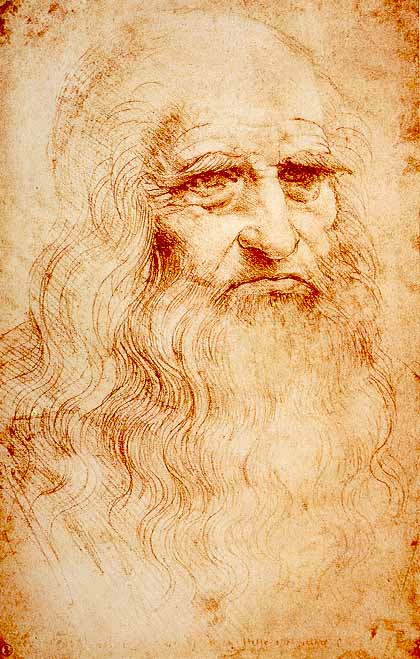
Леонардо да Винчи

- 907 — Борис I (р. ок. 828), царь Болгарии (852—889).
- 1219 — Левон II (р. 1150), царь Киликийской Армении (1187—1219).
- 1519 — Леонардо да Винчи (р. 1452), итальянский художник, скульптор, архитектор, учёный, инженер.
- 1727
  - Пауль Алер (р. 1656), немецкий писатель и педагог, иезуит.
  - Джузеппе Яккини (р. 1667), итальянский виолончелист и композитор.
- 1857 — Альфред де Мюссе (р. 1810), французский писатель («Исповедь сына века», «Ночи» и др.).
- 1864 — Джакомо Мейербер (наст. имя Якоб Либман Бер; р. 1791), немецкий композитор, создатель стиля большой оперы («Роберт-дьявол», «Гугеноты», «Осада Гента» и др.).
- 1900 — Иван Айвазовский (настоящее имя Ованес Айвазян; р. 1817), русский художник-маринист.

### XX век
- 1918 — Су Маньшу (наст. имя Су Цзянь; р. 1884), китайский писатель, переводчик, журналист, общественный деятель.
- 1925 — Ян Штурса (р. 1880), чешский скульптор.
- 1927 — Эрнест Старлинг (р. 1866), английский физиолог, основатель английской школы физиологов, введший слово «гормон».
- 1934 — Сергей Лебедев (р. 1874), русский советский химик-органик, академик АН СССР.
- 1943 — погиб Виктор Лютце (р. 1890), немецкий нацист, командир штаба СА (с 1934), рейхсляйтер, участник 2-й мировой войны.
- 1945 — Мартин Борман (р. 1900), немецкий политик и государственный деятель, нацист, ближайший соратник Гитлера.
- 1947 — Пятрас Цвирка (р. 1909), литовский советский писатель-прозаик, поэт, публицист.
- 1952
  - Матрона Московская (урожд. Матрона Никонова; р. 1881), святая Русской православной церкви.
  - Илья Шатров (р. 1879), русский советский военный музыкант, капельмейстер, композитор («На сопках Маньчжурии»).
- 1957 — Джозеф Маккарти (р. 1908), американский сенатор, инициатор политических гонений, названных маккартизмом.
- 1967 — Илья Иванов (р. 1899), советский конструктор артиллерийского вооружения.
- 1969 — Франц фон Папен (р. 1879), немецкий государственный деятель и дипломат.
- 1972
  - Джон Эдгар Гувер (р. 1895), американский государственный деятель, директор ФБР (1924—1972).
  - Всеволод Клечковский (р. 1900), советский агрохимик, лауреат Государственной премии СССР.
- 1977 — Исидор Анненский (р. 1906), советский кинорежиссёр и сценарист.
- 1981 — Павел Петров (р. 1904), советский оператор научно-популярного кино.
- 1982 — Хью Марлоу (при рожд. Хью Херберт Хиппл; р. 1911), американский актёр театра, кино, телевидения и радио.
- 1986 — Валерий Полевой (р. 1927), украинский советский композитор.
- 1988 — Павел Кадочников (р. 1915), актёр театра и кино, кинорежиссёр, сценарист, народный артист СССР.
- 1989 — Вениамин Каверин (наст. фамилия Зильбер; р. 1902), советский писатель, драматург, сценарист.
- 1990 — Олег Яковлев (р. 1940), советский космонавт и лётчик-испытатель.
- 1991 — Ежи Косинский (р. 1933), американский писатель польско-еврейского происхождения.
- 1993 — Иван Лапиков (р. 1922), актёр театра и кино, народный артист СССР.
- 1998 — покончил с собой Хидэто Мацумото (р. 1964), японский певец, композитор и музыкант.

### XXI век
- 2005
  - Георгий Еляков (р. 1929), советский и российский химик-органик, академик РАН.
  - Раиса Стручкова (р. 1925), балерина Большого театра, народная артистка СССР.
  - Роберт (Боб) Хантер (р. 1941), канадский журналист, сооснователь «Гринписа».
- 2009 — Фёдор Шмаков (р. 1917), белорусский актёр театра и кино, народный артист СССР.
- 2011
  - Леонид Абалкин (р. 1930), советский и российский экономист, академик АН СССР и РАН.
  - убит Усама бен Ладен (р. 1957), лидер исламской террористической организации «Аль-Каида».
  - Александр Лазарев (р. 1938), актёр, народный артист РСФСР.
- 2013
  - Николай Мащенко (р. 1929), советский и украинский кинорежиссёр.
  - Джефф Ханнеман (р. 1964), американский гитарист, один из основателей группы «Slayer».
- 2015 — Майя Плисецкая (р. 1925), прима-балерина Большого театра, народная артистка СССР.
- 2023
  - Валентин Юдашкин (р. 1963), советский и российский модельер, народный художник России.
  - Тори Боуи (р. 1990), американская легкоатлетка, двукратная чемпионка мира (2017) и Олимпийских игр(2016).
- 2024
  - Шаукье Дейкстра (р. 1942), нидерландская фигуристка-одиночница; Олимпийская чемпионка (1964), многократная чемпионка мира и Европы.
  - Машраб Кимсанов (р. 1955), советский и узбекский актёр, заслуженный артист Узбекистана (1999).

## Народный календарь
- Иван Ветропашечник. На Ветропашечника паши ветра и обновляй новинку (холст).